# Hanspeter Guggenbühl
Hanspeter Guggenbühl (* 1949 in Männedorf; † 26. Mai 2021 in der Waadt) war ein Schweizer Journalist und Publizist, der sich auf die Gebiete Umwelt, Energie und Verkehr spezialisiert hatte.

## Leben und Karriere
Hanspeter Guggenbühl wurde in Männedorf geboren, wuchs in Zürich auf und schloss seine Schulausbildung mit dem Diplom der Kantonalen Handelsschule Zürich ab. Er arbeitete zwei Jahre als Werbetexter, danach absolvierte er ein Volontariat bei der Zeitung Die Tat und arbeitete von 1973 bis 1974 als Lokalredaktor beim Badener Tagblatt. 
Ab 1974 arbeitete er als freier Journalist für viele Schweizer Tages- und Wochenzeitungen, regelmässig auch für die Südostschweiz. Nach einer Auseinandersetzung beendete die Luzerner Zeitung 2017 die Zusammenarbeit mit ihm, ebenso sämtliche NZZ-Regionaltitel wie das St. Galler Tagblatt.
Ab 2011 war Guggenbühl Autor und Mitglied der verantwortlichen Redaktionsleitung der Internet-Zeitung Infosperber, wo er über 600 Artikel publizierte. Neben seinen Artikeln wurde er durch seine Buchpublikationen bekannt.
Guggenbühl wohnte mit seiner Partnerin in Illnau im Kanton Zürich. Am 26. Mai 2021 verunfallte er beim Velofahren in der Waadt tödlich, als ihn ein Motorradfahrer anfuhr. Die Neue Zürcher Zeitung bezeichnete ihn in einem Nachruf als «einen der anerkanntesten Schweizer Journalisten für Umwelt- und Energiethemen».

## Auszeichnungen
- 1997: Binding-Preis für Natur- und Umweltschutz
- 2002: Alstom Journalistenpreis
- 2011: «Journalist des Jahres» (3. Platz), gewählt von Lesern des Branchenblattes Schweizer Journalist[8]
- 2012: «Wissenschaftsjournalist des Jahres», gewählt von Lesern des Branchenblattes Schweizer Journalist
- 2021: Zürcher Journalistenpreis für sein Gesamtwerk[9]

## Publikationen

### Bücher
- mit Kurt Brandenberger, Urs P. Gasche, Fredy Hämmerli: Das Märchen von der sauberen Schweiz. Lenos-Verlag, Basel 1982, ISBN 978-3-85787-097-2.
- mit Urs P. Gasche, Werner Vontobel: Das Geschwätz von der freien Marktwirtschaft. Wie Unternehmen den Wettbewerb verfälschen, die Natur ausbeuten und die Steuerzahler zur Kasse bitten. Rio, Zürich 1996, ISBN 3-907768-15-9.
- mit Urs P. Gasche: Das Geschwätz vom Wachstum. Orell Füssli, Zürich 2004, ISBN 3-280-05101-0.
- mit Urs P. Gasche: Schluss mit dem Wachstumswahn – Plädoyer für eine Umkehr. Rüegger Verlag, Zürich 2010, ISBN 978-3-7253-0965-8.
- Energiewende. Und wie sie gelingen kann. Rüegger-Verlag, Zürich 2013, ISBN 978-3-7253-0992-4.

### Artikel (Auswahl)
- Author: Hanspeter Guggenbühl. Artikelverzeichnis von Hanspeter Guggenbühl bei Infosperber mit über 600 Artikeln
- Hanspeter Guggenbühl, Urs P. Gasche: Wachstum beruht auf Pump. In: Die Wochenzeitung. Nr. 44/2010, 4. November 2010 (woz.ch).